# Aglaophenia lophocarpa
Aglaophenia lophocarpa is een hydroïdpoliep uit de familie Aglaopheniidae. De poliep komt uit het geslacht Aglaophenia. Aglaophenia lophocarpa werd in 1877 voor het eerst wetenschappelijk beschreven door Allman. 